# Nikolaus Schaffer

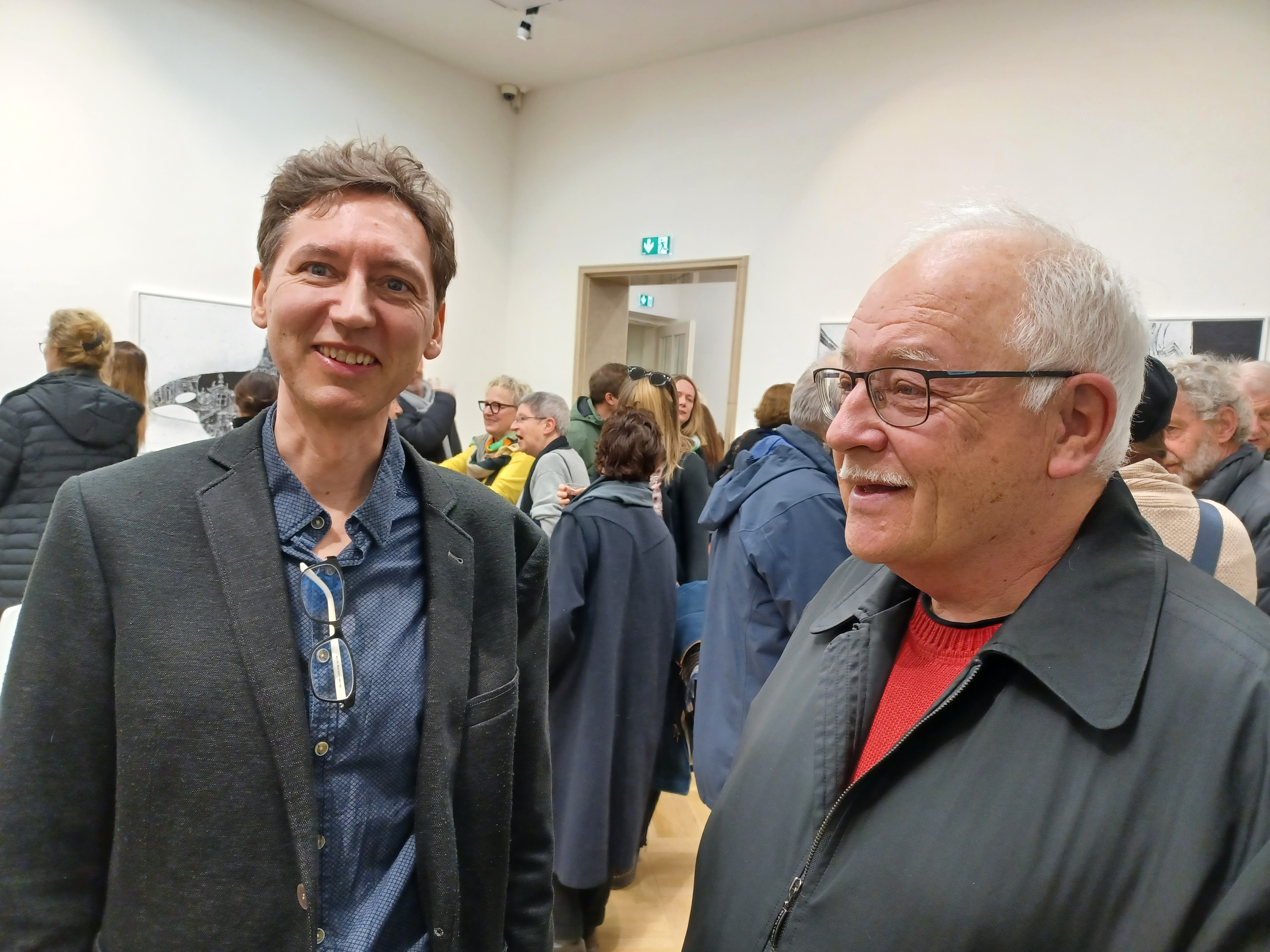
Mit Paul Raas (li), Museumspavillon Mirabellgarten, 15. Feber 2023

Nikolaus Schaffer (* 25. April 1951 in Salzburg) ist ein österreichischer Kunsthistoriker, Kunstsammler und ehemaliger Leiter der Sammlung bildende Kunst, Romantik bis Gegenwart und der Grafiksammlung im Salzburg Museum.

## Leben
Nikolaus Rudolf Schaffer ist ein Sohn der in Karlsbad geborenen Rosina Bär, vereh. Schaffer (1924–2010), und Rudolf Schaffer (1913–1998), der aus Wien stammte. Gemeinsam mit seinem Bruder Michael Schaffer (* 1954) wuchs er in Großgmain, später dann auf dem Mönchsberg auf. Er besuchte die Übungs-Volksschule der Salzburger Lehrerbildungsanstalt, dann das Akademische Gymnasium, wo er 1969 maturierte. Nach dem Präsenzdienst belegte er an der Hochschule für Musik und darstellende Kunst - Mozarteum ein Instrumentalstudium (Klarinette). An der Universität Salzburg studierte Nikolaus Schaffer u. a. bei Hans Walter (Archäologie), Hermann Bauer und Wilhelm Messerer (Kunstgeschichte); 1981 wurde er promoviert, sein Dissertationsthema behandelt einen „Extremfall von Architektur“, das Atelier Elvira von August Endell.
Er war viele Jahre Mitarbeiter bei der Salzburger Tageszeitung SVZ (Kulturredaktion), bevor er 1982 Kustos beim damals so genannten Salzburger Museum Carolino-Augusteum (SMCA) wurde; er leitete bis 29. April 2016 die Sammlung bildende Kunst, Romantik bis Gegenwart und die Grafiksammlung.
Schaffer ist Publizist, Herausgeber, Sachverständiger und gefragter Referent zu Themen, die auf historische und zeitgenössische Malerei und Grafik Bezug nehmen.

## Veröffentlichungen
- Architektur als Bild: das "Atelier Elvira" von August Endell. Universität Salzburg 1981 (Dissertation).
- Zur Geschichte der Salzburger Geschütze im Jahr 1800. In: Mitteilungen der Gesellschaft für Salzburger Landeskunde. Band 125. Salzburg 1985 (Sonderdruck).
- Architektur als Bild. Das Atelier Elvira – ein Unikum der Architekturgeschichte. In: Rudolf Herz, Brigitte Bruns (Hrsg.): Hof-Atelier Elvira 1887–1928. Ästheten, Emanzen, Aristokraten. München 1985, S. 5–24 (Ausstellungskatalog Fotomuseum im Münchner Stadtmuseum).
- Wiener Gesellschaft im Portrait – Der Maler John Quincy Adams. Verlag der Akademie der bildenden Künste, Wien 1986 (Katalog zur Ausstellung in der Akademie der bildenden Künste Wien, 9. Juli bis 10. August 1986).
- Das Museum während der NS-Zeit. In: Museum in Trümmern. Salzburg 1994, S. 17–20 (Begleitheft zur 178. Sonderausstellung des Salzburger Museums Carolino-Augusteum anläßlich der 50. Wiederkehr der Zerstörung des Museumsgebäudes durch Fliegerbomben).
- Kurzer Höhenflug und langsames Stranden. Oppositionen innerhalb des Kunstvereins: "Wassermann" und "Sonderbund". In: Salzburger Kunstverein (Hrsg.): 150 Jahre Salzburger Kunstverein. Kunst und Öffentlichkeit 1844–1994. Salzburg 1994, S. 115–144.
- Die Romantisierung der Geometrie; Auf den Spuren von „Fräulein Thilde“. In: Museum für angewandte Kunst (Wien) (Hrsg.): Die Überwindung der Utilität. Dagobert Peche und die Wiener Werkstätte. Stuttgart 1998, S. 129 ff. und 141 ff.
- Max Peiffer Watenphul und die bildende Kunst in Salzburg nach 1945. In: Max Peiffer Watenphul - Salzburg, Bilder einer Stadt. Salzburg 2004, S. 9 ff.
- Träume diesseits des Realen. In: Galerie Welz (Hrsg.): Gottfried Salzmann. Salzburg 2006, S. 11 ff.
- mit Gerhard Plasser: Weltmeere. Kosmoramen von Hubert Sattler. In: Salzburger Museumshefte 14. Band 5. Salzburg 2011, ISBN 978-3-900088-40-8 (Begleitheft zur Sonderausstellung im Panorama Museum).
- Vier junge Stürmer und ein Pazifist. Salzburgs gefallene Künstler und Anton Faistauers Wandlung. In: Oskar Dohle, Thomas Mitterecker (Hrsg.): Max Peiffer Watenphul - Salzburg, Bilder einer Stadt. Wien / Köln / Weimar 2012, S. 379–401.
- Gottfried Salzmann, ein Träumer im Jetzt. In: Gottfried Salzmann (Hrsg.): GOTTFRIED SALZMANN Cityscapes / Stadtlandschaften / Paysages urbains / from Paris to New York. München / London / New York 2013, ISBN 978-3-7913-5306-7, S. 10 ff. (englisch, deutsch, französisch).
- Weltkrieg und Künstlerfehden. Salzburger Kunst und Erster Weltkrieg - eine nüchterne Bilanz. In: Gesellschaft für Salzburger Landeskunde (Hrsg.): Mitteilungen der Gesellschaft für Salzburger Landeskunde. Band 154/155. Salzburg 2015, S. 541 ff.
- Beispiele für "Tigermalerei". In: Vita Huber-Hering (Hrsg.): Marlis Huber (1932–2012). Müry Salzmann Verlag, Salzburg 2016, ISBN 978-3-99014-142-7, S. 10 ff.
- Spielraum für Veränderung. In: Kulturamt der Stadt Salzburg (Hrsg.): Richard Hirschbäck, Nebelfresser. Salzburg 2018, S. 3–6.
- Un pioniere della conquista del mondo attraverso le immagini. In: Museale Palazzo Ducale di Mantova (Hrsg.): Il giro del mondo in 8 stanze. Un viaggio attraverso il cosmorama di Hubert Sattler (1817–1904). Tre Lune Edizione, Mantova 2018, ISBN 978-88-89832-78-3, S. 43 ff.
- Von der Fixierung schwebender Substanzen. In: Gundl Hradil (Hrsg.): Rudolf Hradil, Aquarelle. Salzburg / Wien 2019.
- Ein unbestechlicher Gestalter des Sichtbaren. In: Kolhammer & Mahringer, fine arts (Hrsg.): JOSEF STOITZNER, Das Gesamtwerk. Wien 2019, S. 9 ff.
- Auf gutem Fuß mit der Natur. In: Magdalena Schmuck, Museum Kitzbühel (Hrsg.): Michael Hofer, Bergbauverwalter, Landschaftsmaler und Tourismuspionier (1834–1916). Bergbau- und Gotikmuseum, Leogang 2020, ISBN 978-3-9500845-3-5, S. 18 ff.
- Beharrlich gegen den Strom. In: Kulturamt der Stadt Salzburg (Hrsg.): Rüdiger Fahrner. Salzburg 2020, S. 3–20.
- Die Lebendigkeit der Stille. In: Gundl Hradil (Hrsg.): Rudolf Hradil, Stillleben. Salzburg / Wien 2021.
- Eine Stimme im Hintergrund: Hermann Bahr und die Salzburger Kunstszene. In: Manfred Mittermayer, Bernhard Judex, unter Mitarbeit von Kurt Ifkovits (Hrsg.): Hermann Bahr und Salzburg. Verlag Anton Pustet, Salzburg 2023, ISBN 978-3-7025-1093-0, S. 108–121.
- Das Glück des Tüchtigen. In: Gert Ammann, Roland Pollo (Hrsg.): Hans Pontiller 1887–1970. Innsbruck / Bozen 2023, S. 47–62.
- Salzburg Archiv (Hrsg.): Jugendstreich auf Bretterwänden-Malereien von Max Peiffer Watenphul nach fast 100 Jahren wiederentdeckt. Band 39. Salzburg 2023, S. 259–282.
- Exquisite Schlichtheit und luftige Weite. In: Österreichisches Museum für angewandte Kunst Wien (Hrsg.): Peche pop, Dagobert Peche und seine Spuren in der Gegenwart. Köln 2024, S. 44–58.
- Kraftwerk mit Feueratem. In: Neue Galerie Graz anlässlich der Ausstellung "Schau weg, Teppata!" (Hrsg.): Janz Franz (1946–2017), Eine Sache des Überlebens. Wien 2024, S. 168–172.

## Lexikonbeiträge
- Salzburger Kulturlexikon, 1. Auflage 1987, 2. Auflage 2001 und 3. Auflage 2019.
- Allgemeines Künstlerlexikon (AKL), Saur, De Gruyter.
- Österr. Biographisches Lexikon.

## Veröffentlichungen in der "Monografischen Reihe zur Salzburger Kunst", hrsg. vomSalzburg Museum
- 4. Der Graphiker Anton Machek (1886–1944). Salzburg 1986.
- 5. Alexander von Mörk (1887–1914), der Entdecker der Eisriesenwelt als Maler. Salzburg 1987.
- 7. Dagobert Peche in seinen Zeichnungen 1887–1923. Salzburg 1987 (Ausstellungskatalog. Mit einem biographischen Beitrag von Michael Martischnig).
- 8. Valentin Nagel (1891–1942). Mit einem Beitrag von Gerhard Schneider und Werkverzeichnis, Salzburg 1988.
- 10. Der Zeichner Wilhelm Schnabl. Salzburg 1988.
- 11. Johann Fischbach (1797–1871), Ein Maler des Biedermeier. Salzburg 1989.
- Zwischen Salon und Staffelei und: Kundschafterinnen der Moderne. In: Künstlerinnen in Salzburg (Hg. B. Wally), Salzburg 1991, S. 31ff. und S. 53ff.
- 14. Hans Nowack (1866–1918), ein Salzburger Aquarellist zur Jahrhundertwende. Salzburg 1992.
- 15. Der Maler Sepp Hödlmoser (1923–1967). Salzburg 1992.
- 17. Franz Schrempf (1870–1953), ein Salzburger Meister des Aquarells. Salzburg 1996.
- Max Peiffer Watenphul (1898–1976), Salzburg 1993.
- 19. Theodor Ethofer, Künstler, Kavalier, Kosmopolit. Salzburg 1999.
- 20. Albert Birkle. Katalog zur Sonderausstellung 16. Februar bis 29. April, Salzburg 2001.
- 21. Helene von Taussig, die geretteten Bilder. Katalog zur Sonderausstellung des Salzburger Museum Carolino-Augusteum vom 26. Juli bis 20. Oktober 2002, Salzburg 2002.
- 22. Irma Rafaela Toledo (1910–2002), der Zyklus "Genesis". Katalog zur Sonderausstellung des Salzburger Museum Carolino-Augusteum vom 25. Oktober 2002 bis 12. Jänner 2003.
- 25. Lisl Engels, Öl- und Temperabilder. Katalog zur Sonderausstellung des Salzburger Museum Carolino-Augusteum vom 28. März bis 1. Juni 2003.
- 27. Gottfried Salzmann, Salzburg, Paris, New York ... Werke 1967–2002. Katalog zur Sonderausstellung des Salzburger Museum Carolino-Augusteum vom 11. Juli bis 21. September 2003.
- An den Ursprüngen der Schaulust. In: Das Salzburg-Panorama von Johann Michael Sattler. Salzburg 2005, S. 7ff.
- 30: Anton Faistauer 1887–1930. Salzburg 2005, ISBN 3-900088-11-X.
- 31: Hans Makart 1840–1884. In: Erich Marx, Peter Laub (Hrsg.): Katalog zur Sonderausstellung des Salzburg Museum. Salzburg 2007, ISBN 3-900088-18-7.
- Lucas Suppin (1911–1998). Salzburg 2008.
- 34: Josef Stoitzner 1884–1951. Salzburg 2010.
- mit E. Marx und G. Steiner: Die Hohen Tauern. Salzburg 2012.
- Wann gab es eine Salzburger Kunst? Drei wichtige Anreger einer verhinderten Kunststadt. In: Bischof. Kaiser. Jedermann. Salzburg 2016, S. 211 ff.
- Schiele und Faistauer - die ungleichen Brüder. In: Faistauer, Schiele, Harta & Co. Salzburg 2019, S. 155ff.